# Павлов, Никифор Савельевич
Никифор Савельевич Павлов (1922—1995) — младший сержант Рабоче-крестьянской Красной Армии, участник Великой Отечественной войны, Герой Советского Союза (1943).

## Биография
Никифор Павлов родился 21 февраля 1921 года в деревне Старая Казмаска (ныне — Завьяловский район Удмуртии). В 1929 году переехал в Ижевск, где окончил неполную среднюю школу и работал слесарем на заводе. В 1940 году Павлов был призван на службу в Рабоче-крестьянскую Красную Армию. С июля 1942 года — на фронтах Великой Отечественной войны. К сентябрю 1943 года гвардии младший сержант Никифор Павлов был начальником центральной телефонной станции роты связи 225-го гвардейского стрелкового полка 78-й гвардейской стрелковой дивизии 7-й гвардейской армии Степного фронта. Отличился во время битвы за Днепр.
В ночь с 24 на 25 сентября 1943 года Павлов с тремя товарищами переправился через Днепр к юго-востоку от Кременчуга и проложил по дну реки линию связи, после чего на протяжении всего периода боёв оперативно устранял повреждения на линии, обеспечивая бесперебойную связь командования полка с частями на плацдарме. В критический момент боя он лично уничтожил несколько вражеских солдат и офицеров, отбросив атаковавшего связистов противника.
Указом Президиума Верховного Совета СССР от 26 октября 1943 года за «героизм и мужество, проявленные при форсировании Днепра» гвардии младший сержант Никифор Павлов был удостоен высокого звания Героя Советского Союза с вручением ордена Ленина и медали «Золотая Звезда» за номером 8942.
После окончания войны Павлов был демобилизован. Проживал и работал в Ижевске. Умер 3 июля 1995 года, похоронен на Хохряковском кладбище Ижевска.
Был также награждён орденом Отечественной войны 1-й степени и рядом медалей.
В честь Павлова названа улица в Ижевске.